# جک قاتل (مینی‌سریال)
جک قاتل (انگلیسی: Jack the Ripper) یک مجموعه تلویزیونی آنگلو-آمریکایی است که در سال ۱۹۸۸ از شبکهٔ آی‌تی‌وی پخش شد.

## بازیگران
- مایکل کین
- لوئیس کالینز
- آرماند آسانته
- ری مک‌آنالی
- سوزان جرج
- جین سیمور
- هری اندروز
- لایست آنتونی
- جرالد سیم
- هیو فریزر
- مایکل گاتارد
- تی. پی. مک‌کنا
- جان لوریمور
- رونالد هاینس
- دیوید سوئیفت
- مارک کالویک
- دیوید رایل
- راجر اشتون-گریفیتس